# Carta Orgánica Municipal de Bariloche
La Carta Orgánica Municipal de Bariloche es el instrumento fundamental en la constitución político-legal de la ciudad de Bariloche.
Según consta en la propia carta; "En San Carlos de Bariloche, a los 21 días del mes de noviembre de 1986 la Honorable Convención Municipal Constituyente sanciona y promulga la presente Carta Orgánica y sus Disposiciones Transitorias."

## Historia
Luego de 84 años de contar con existencia legal, y casi 100 de tener habitantes reconociendo el pueblo como tal, se decidió redactar una Carta Orgánica, instrumento fundamental para determinar el estatus legal, político y social, y los derechos y obligaciones de cada una de las instituciones públicas de la ciudad.
Se eligieron democráticamente a 15 miembros para formar la Convención Municipal Constituyente de distintos partidos políticos, que sesionaron durante 4 meses, hasta llegar a la redacción final.
La Carta Orgánica de Bariloche fue la primera en redactarse autónomamente, o sea, fue la primera en sancionarse íntegramente sin la necesaria aprobación de la legislatura provincial. De tal importancia fue esta innovación, que el presidente Raúl Alfonsín viajó especialmente a Bariloche a recibir una copia del documento.

### Reforma
En el artículo 79 de la Carta Orgánica Municipal, se especifica que esta puede ser reformada en cualquier momento, aunque es obligatorio hacerlo cada 20 años a partir de 1986.
Conforme a la carta, el 26 de septiembre de 2006 se realizaron las elecciones para la Convención Municipal Constituyente que la reformará. En el proceso de presentación de los candidatos, existió una polémica sobre la palabra "victoria", utilizada tanto por el Frente para la Victoria como por el Partido de la Victoria. En instancias legales, se les permitió a ambos el uso de aquella palabra.

### Nueva convención
La Democracia Cristiana Bariloche, el Partido Socialista y el Partido Comunista no obtuvieron convencionales.
FpV: Frente para la Victoria
UCR: Unión Cívica Radical
PdV: Partido de la Victoria
MPP: Movimiento Popular Patagónico
ARI: Afirmación para una República Igualitaria
PRO: Frente PRO (Propuesta Republicana, Partido Demócrata Progresista, Recrear, Compromiso para el Cambio)
1. Arabela Carreras (FpV)- Presidenta
2. Carlos Fernández (UCR)- Vicepresidente 1°
3. Stella Maris Rossi y Quiroga (Pdv)- Vicepresidenta 2°
4. Julio Acavallo (Fpv)- Convencional
5. Rodolfo Rodrigo (PdV)- Convencional
6. Diego Puente (Fpv)- Convencional
7. Luis Caram (MPP)- Convencional
8. Silvana Camelli (Fpv)- Convencional
9. Martin Enevoldsen (Fpv)- Convencional
10. Claudio Otano(UCR)- Convencional
11. Ana María Vázquez (Fpv)- Convencional
12. Mónica Elvira (ARI)- Convencional
13. Carlos Bravo (PRO)- Convencional
14. María del Carmen García Seoane (UCR)- Convencional
15. Nelly Meana (UCR)- Convencional

## Descripción del documento
El municipio de San Carlos de Bariloche se rige por la Carta Orgánica Municipal, pero ésta, como cualquier otra, no puede contradecir ni la Constitución de la Nación Argentina, ni la de Río Negro
Cuenta con un preámbulo, 11 capítulos y 6 Disposiciones Transitorias.
La Carta Orgánica municipal de Bariloche

### Capítulos
Los 11 capítulos llevan por título:
1. Municipio: Naturaleza Y Jurisdicción.
2. Funciones Municipales.
3. Gobierno Municipal.
4. Ordenanzas: Formación y sanción.
5. Juntas Vecinales.
6. Recursos y Bienes Municipales.
7. Régimen de contabilidad y contrataciones municipales.
8. Régimen Urbanístico y tierra fiscal.
9. Derechos populares
10. Régimen electoral
11. Reforma de la Carta Orgánica